# Praia a Mare
Praia a Mare (Praja d'Ajeta fino al 1928) è un comune italiano di 6 271 abitanti della provincia di Cosenza in Calabria.

## Geografia fisica

### Territorio
Il territorio del comune, non di grandi dimensioni, è affacciato sulla costa del Mar Tirreno meridionale nell'alta provincia di Cosenza non molto lontano dal confine con la Basilicata a nord e con rilievi collinari e montuosi alle spalle appartenenti alla Catena costiera. La superficie comunale è compresa tra 0 e 1158 metri di altitudine.

### Clima
A Praia a Mare, il clima, secondo la classificazione Köppen e Geiger, è mediterraneo con estate calda (Csa). Esiste maggiore piovosità in inverno che in estate, con una piovosità media annuale di 768 mm. Nel 2015 il mese più secco è stato luglio (14 mm), in novembre è caduta la maggior parte delle precipitazioni, con una media di 105 mm. Nel mese di agosto, il mese più caldo dell'anno, la temperatura media è di 25,3 °C. La temperatura più bassa di tutto l'anno è in gennaio, dove la temperatura media è di 10,6 °C. Esiste una differenza di 91 mm tra le precipitazioni del mese più secco e quelle del mese più piovoso. La temperatura media annuale è di 17,3 °C, nel corso dell'anno le temperature medie variano di 14,7 °C.

## Storia
Sorse originariamente come un piccolo ma popoloso villaggio di pescatori e contadini sulle spiagge strette tra il corso del fiume Noce (che a nord segna il confine con la Basilicata) ed il contrafforte roccioso oltre la pianura alluvionale del fiume Lao.
Praia a Mare ha costituito per secoli la frazione marina del vicino comune di Aieta.
L'etimologia del nome è incerta: la località ha assunto nel tempo varie denominazioni. Deriverebbe da Plaga Sclavorum, cioè Spiaggia degli Schiavoni, in ricordo dei traffici di merci e di uomini che caratterizzavano nell'antichità la costa Tirrenica, oppure da Plaga Slavorum, e cioè Spiaggia degli Slavoni, per la presenza in loco di una colonia di Slavi.
Plaga a sua volta deriverebbe dal greco πλαγιά, plagia, cioè spiaggia. In tempi più recenti assume la denominazione di Praia d'Aieta (che letteralmente significa Spiaggia d'Aieta). La frazione marina del vicino comune montano diviene amministrativamente autonoma nel 1928, assumendo il nome definitivo di Praia a Mare.
Con R.D. 29 marzo e con Decreto Prefettizio del 16 aprile dello stesso anno, viene inoltre decisa la soppressione per accorpamento al nuovo comune di Praia a Mare di altri due centri urbani, che fino ad allora avevano goduto di una plurisecolare autonomia: lo stesso comune di Aieta e il vicino comune di Tortora. Nel 18 luglio 1937 Aieta e Tortora riacquistano la propria autonomia. Tra gli anni sessanta e novanta la cittadina ha registrato un notevole sviluppo, grazie agli investimenti del gruppo Marzotto e della famiglia Agnelli.
Oggi Praia a Mare, che ingloba anche l'isola di Dino, vive principalmente di turismo.

### Simboli
Lo stemma e il gonfalone sono stati concessi con DPR del 16 aprile 1958.
Il gonfalone è un drappo di azzurro.

## Monumenti e luoghi d'interesse

### Architetture religiose
- Chiesa del Sacro Cuore

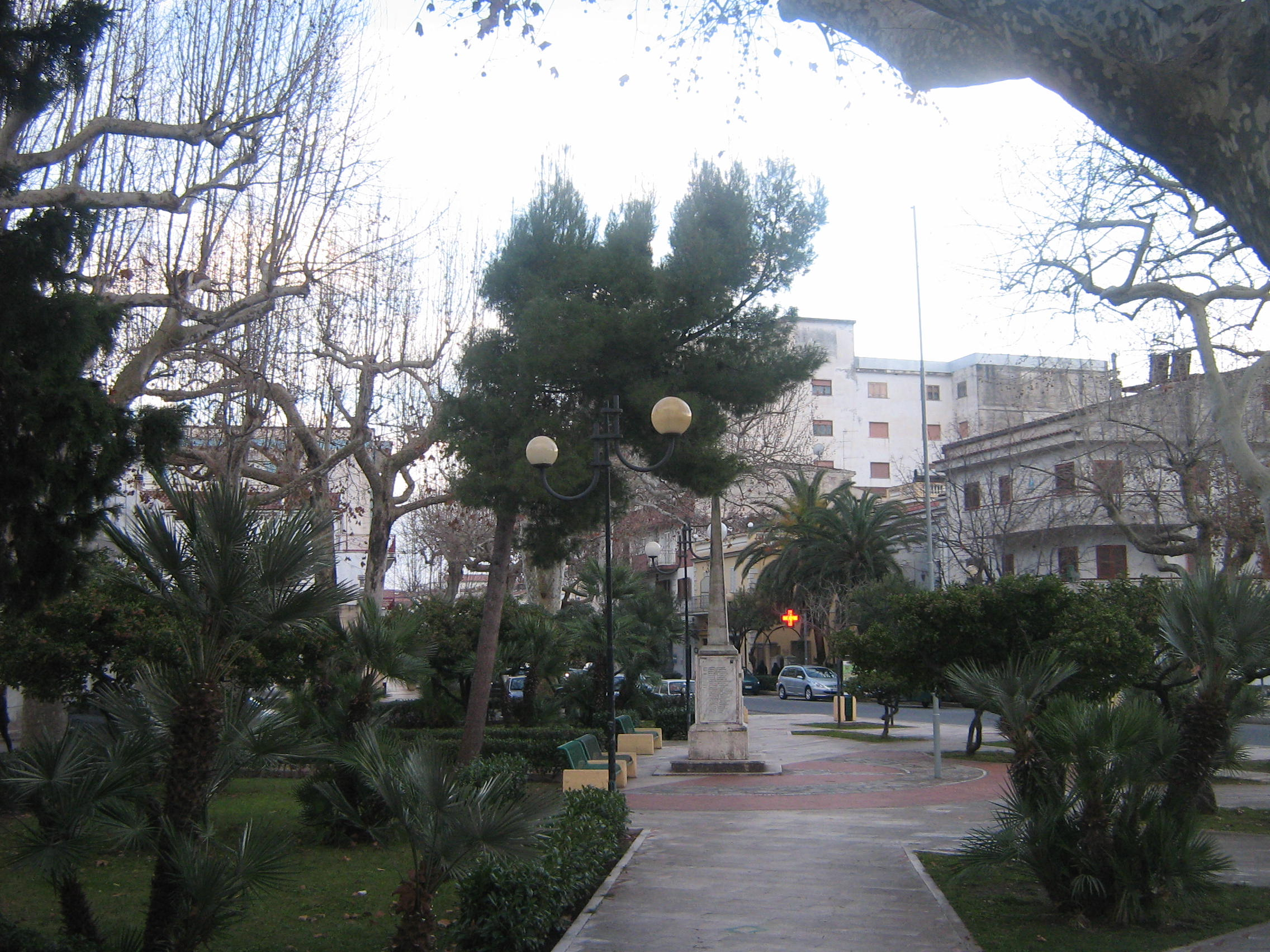
Piazza dei Martiri

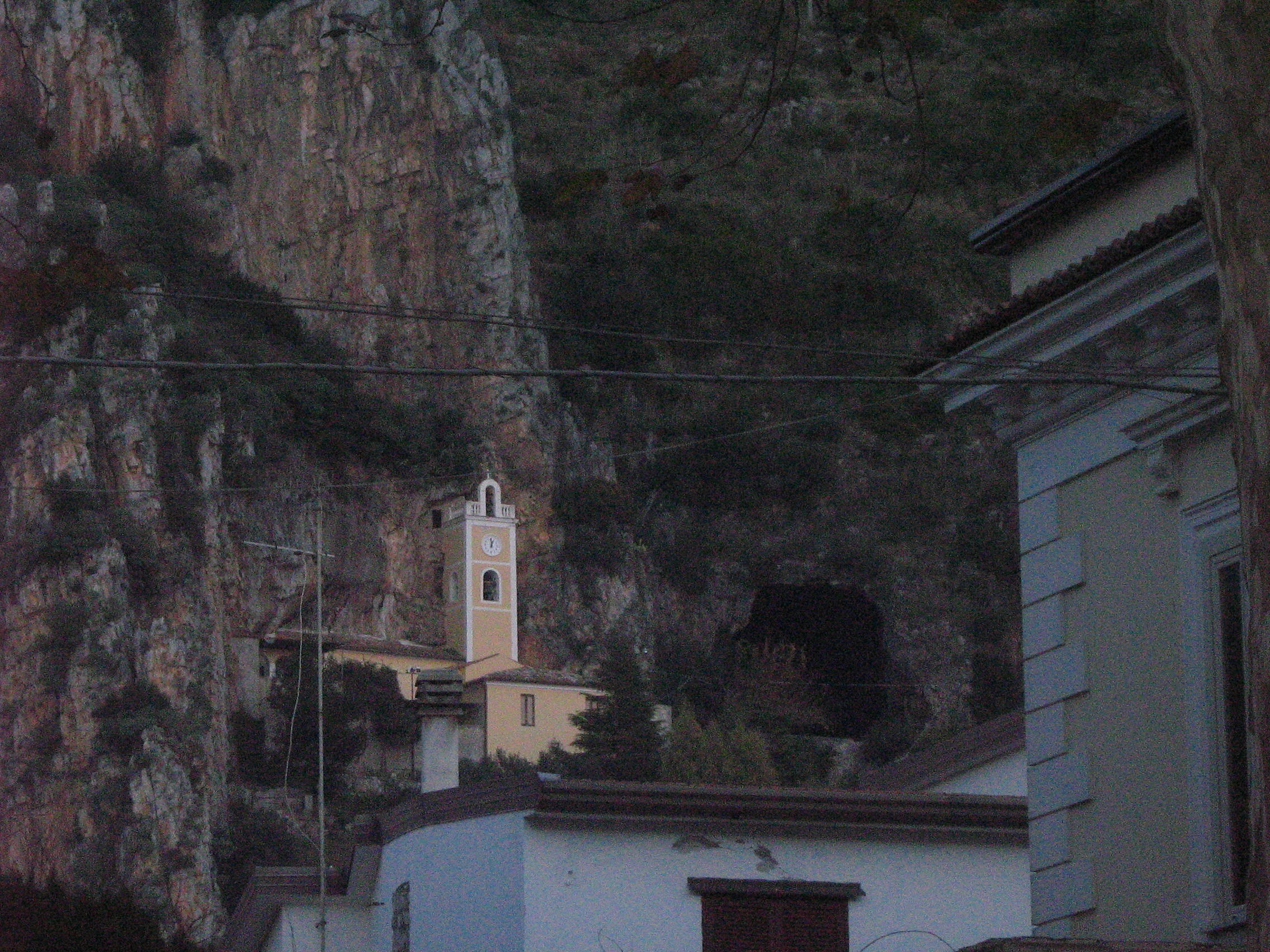
Scorcio del Santuario della Madonna della Grotta

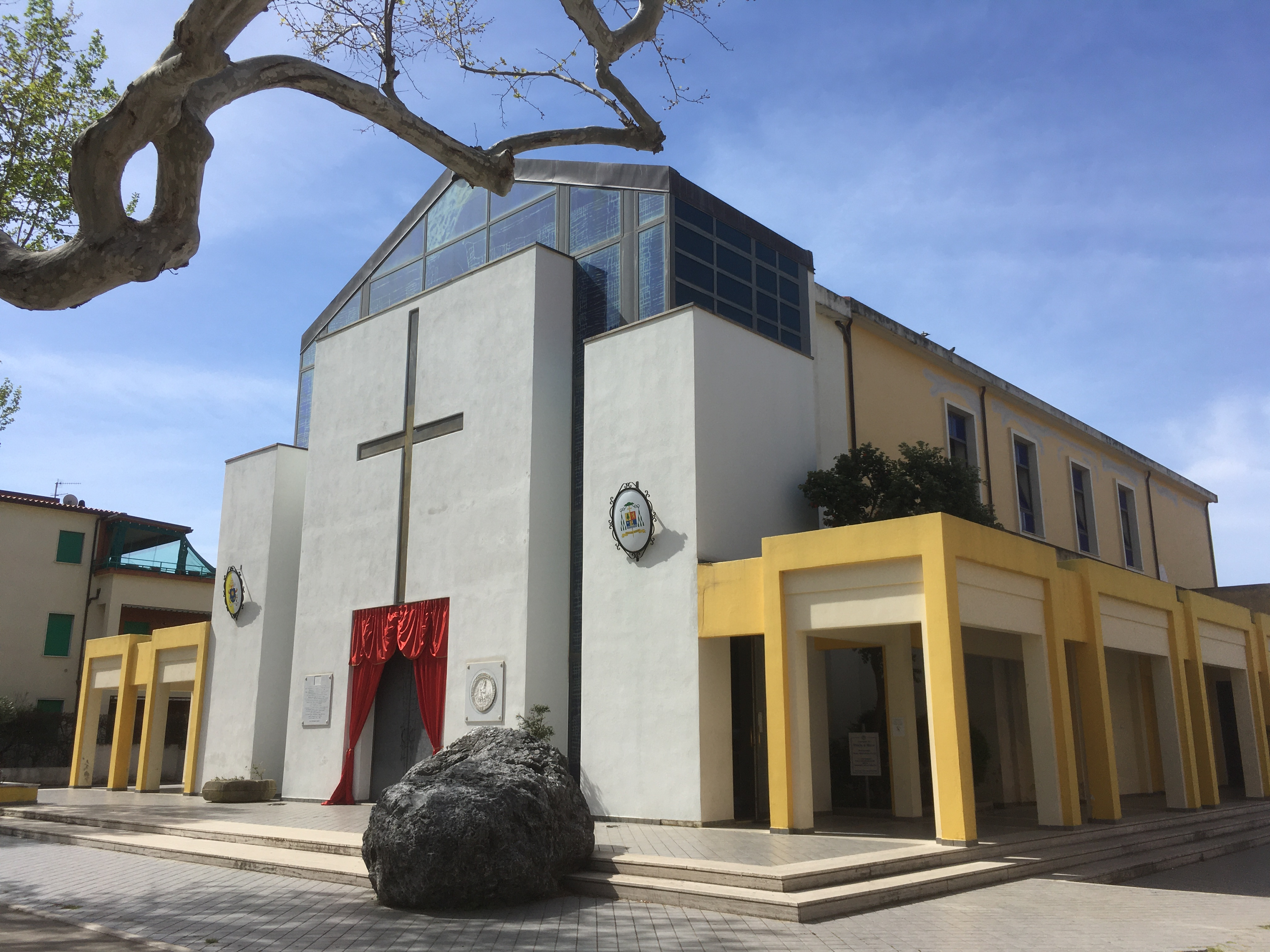
La chiesa del Sacro Cuore.

- Chiesa di San Paolo Apostolo: struttura decennale in stile contemporaneo dalle linee ricercate; raccoglie il culto dei residenti delle Località Laccata, Santo Stefano, Viscigliosa.
- Chiesa di Gesù Cristo Salvatore: struttura di recente realizzazione, raccoglie il culto dei residenti della località Foresta.
- Santuario della Madonna della Grotta:[9] così chiamato perché posizionato all'interno di una grotta naturale all'interno di una collina. In esso è venerata la Madonna della Grotta. Secondo la tradizione[10], ripresa da Girolamo Marafioti in "Croniche et antichità di Calabria", nell'agosto del 1326 un bastimento turco, carico di mercanzie, solcava veloce le acque al largo dell'isola di Dino, quando d'un tratto rimase immoto, come per incantamento. I marinai turchi si atterrirono e pensarono che la causa di tutto ciò fosse un maleficio. Essi sapevano infatti che il capitano era cristiano e serbava gelosamente nella sua cabina una bella icona di legno della Vergine col Bambino (la statua della Madonna): per poter proseguire felicemente, bisognava liberarsene a tutti i costi. Il pio capitano tentò a lungo di commuovere la ciurma scatenata, poi dovette arrendersi alla violenza. Ma piuttosto che lasciar cadere in mare la statua della Madonna, preferì abbandonarla sul lido, nella spaziosa grotta ch'era da presso, sopra un grosso masso che ancor oggi si conserva e la devozione dei fedeli non lascia mai disadorno di fiori. Dopo di che il battello musulmano con un fremito si mosse con un ribollire di spuma e ripartì. La statua fu scoperta da un giovane pastore muto di Aieta, che a volte usava riparare nell'antro per sfuggire alla pioggia o al caldo opprimente. Secondo la tradizione il muto corse in paese per annunziare l'evento e prodigiosamente parlò e questo fu il primo miracolo della Madonna della Grotta. Il giorno dopo accorse tutto il popolo di Aieta, paese situato a 3 ore di cammino da Praia, e la statua fu trasportata nella chiesa Madre; ma nella notte scomparve per tornare al suo rozzo altare di pietra, nel primitivo riparo sul mare dove si trova tuttora. Da allora, il 15 agosto, un grande numero di pellegrini accorre al santuario di Praia per impetrare le grazie dalla Madonnina lignea. Da allora la statua della Madonna della Grotta viene portata in processione per il paese di Praia a Mare ogni anno per tre giorni (14, 15, 16 agosto); ma oggi è raro vedere, come accadeva un tempo, donne e uomini legarsi al collo, per voto, dei grossi sassi. La festa è insieme religiosa e profana poiché nel periodo in cui essa si svolge vi è anche la fiera del paese, e il 15 sera di Agosto sulla spiaggia i ragazzi di Praia accendono dei fuochi in onore della Madonna della Grotta.

### Architetture militari

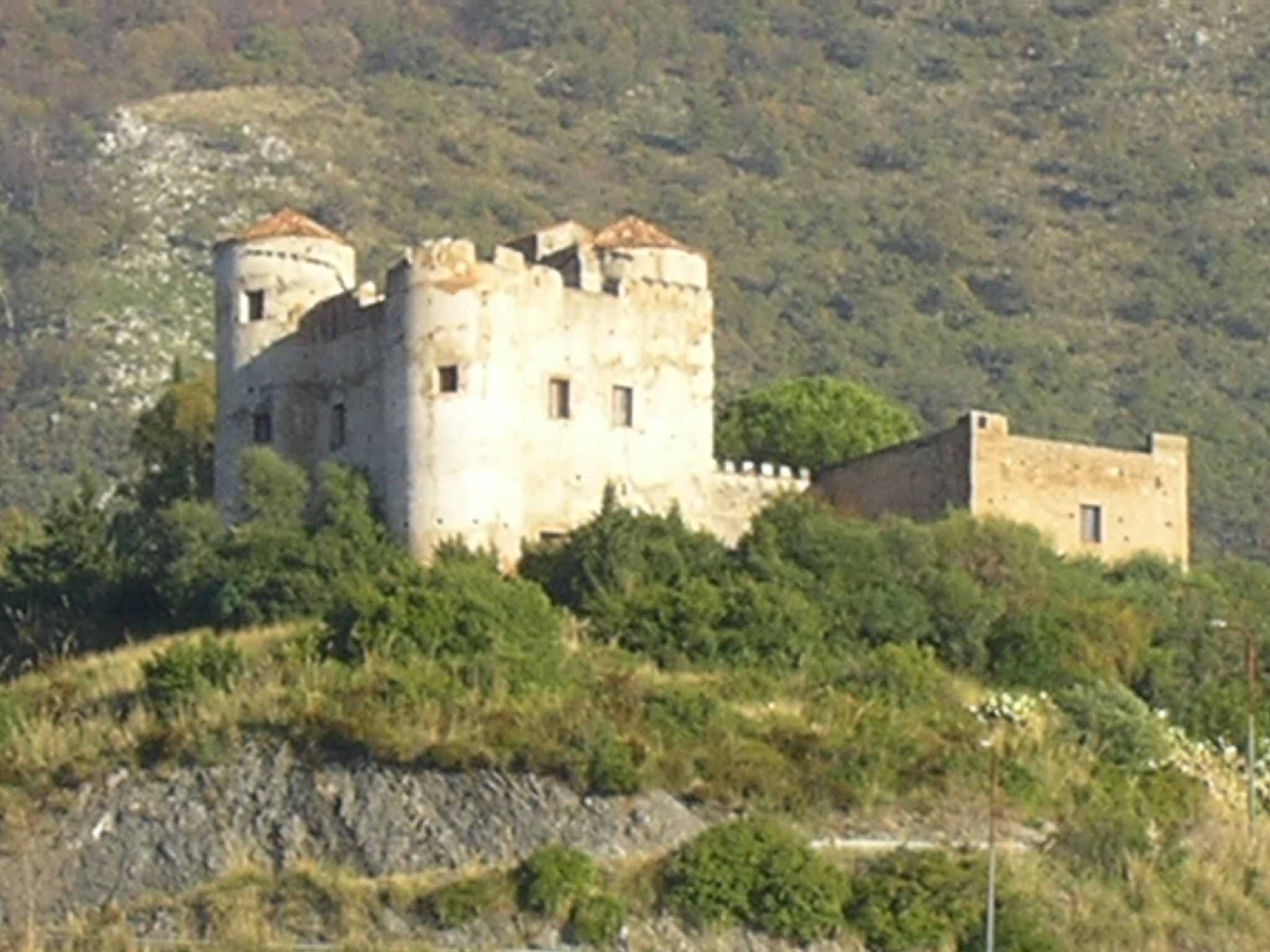
La Rocca di Praia

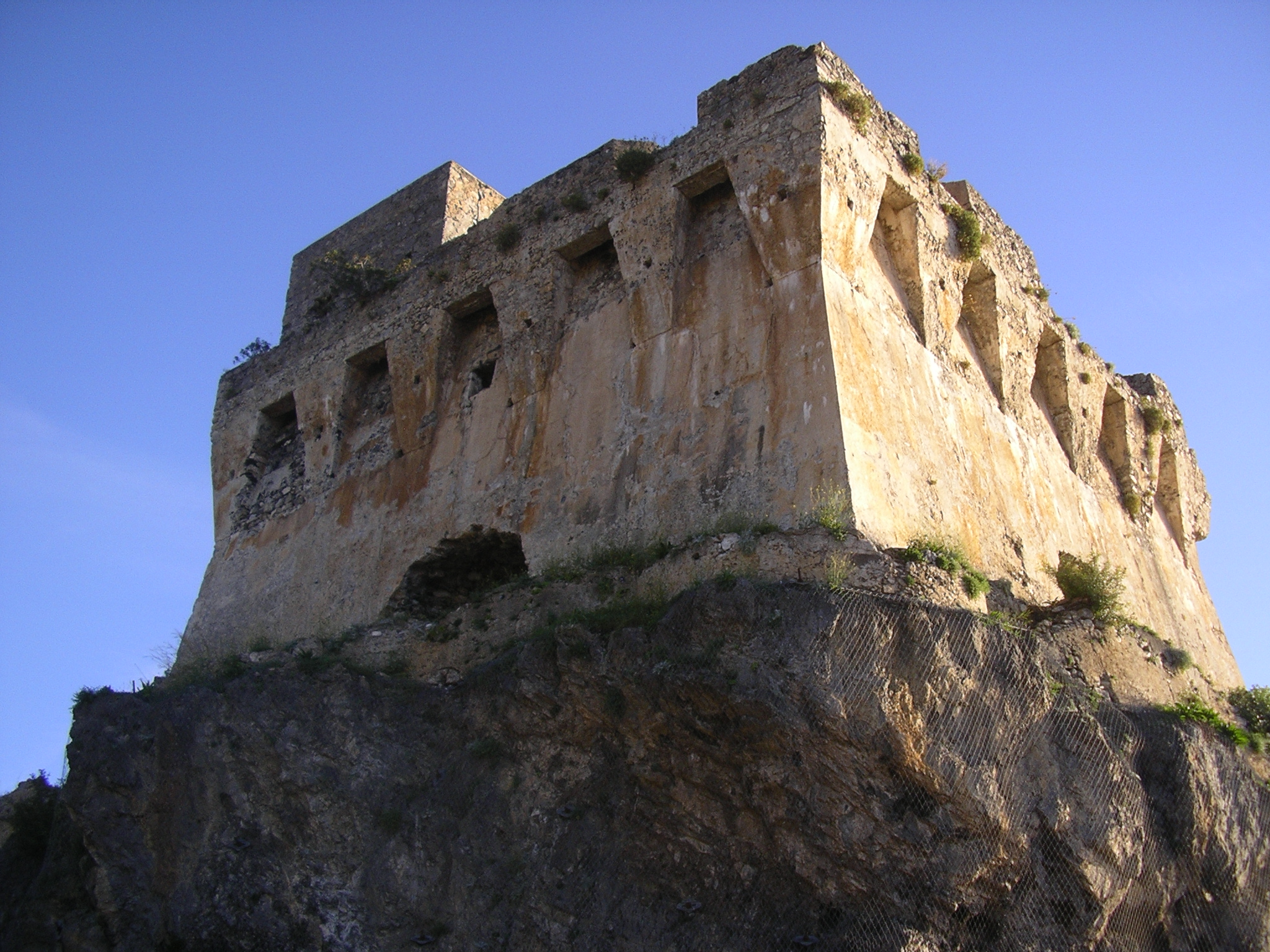
La Torre di Fiuzzi

- Rocca di Praia: complesso fortificato risalente al secolo XIV, di costruzione normanna.
- Il Fortino: al XVI secolo risale il forte difensivo del Fumarulo di Praia che i signori di Aieta fecero costruire e destinarono alla difesa del litorale costiero.
- Torre di Fiuzzi: costruita su un faraglione della scogliera di Fiuzzi alto 15 metri, su cui era già presente una torre angioina, è una delle torri più grandi della zona. Era posta a presidio della costa dalle incursioni saracene.
- Casematte: strutture in cemento con feritoie costruite negli anni della Seconda guerra mondiale per difendere la costa da eventuali sbarchi.

### Altro
- Grotta delle Sardine: così chiamata per la copiosa presenza di sarde lì pescate un tempo con una particolare rete detta il "cianciorro" ("giangiuorro" o "giangiuorr'" in dialetto).
- Isola di Dino: piccola isola che si innalza di fronte alla località Fiuzzi. Sono presenti delle grotte marine, tra queste le più famose sono la Grotta Azzurra (per l'intenso colore azzurro dell'acqua al suo interno) e la Grotta del Leone (il nome deriva dalla presenza al suo interno di uno scoglio che assomiglia molto ad un leone sdraiato).

## Società

### Evoluzione demografica
Abitanti censiti

## Cultura

### Musei
- Museo Comunale Città di Praia a Mare: ospita una raccolta permanente d'arte moderna e contemporanea realizzata con il contributo di numerosi artisti italiani e stranieri che hanno donato all'istituzione complessivamente oltre duecento opere.

### Eventi
- Praia World Festival: è una rassegna internazionale di musica etnica e un appuntamento fisso dell'estate praiese. La location dell'evento è la piazza della Resistenza, gremita di spettatori durante tutta la manifestazione che dura una settimana.
- Premio Sonora - una musica per il cinema: momento di incontro internazionale fra esponenti del panorama della musica da film.
- Praia a Mare con...: salotto culturale che ospita alcuni tra i maggiori filosofi, scrittori e personaggi della culturale nazionale. Si svolge annualmente in coincidenza della stagione estiva (fine giugno - primi di settembre) nella graziosa e accogliente piazza Italia e in una seconda rassegna nel periodo delle festività natalizie.
- Celebrazioni della Madonna della Grotta: dura tre giorni (14 - 15 - 18 agosto), molto sentita dai cittadini praiesi, che celebrano la protettrice della cittadina tirrenica con la lunga processione lungo le vie della città e per mare, accompagnata da cori, canti, preghiere e suggestivi fuochi pirotecnici in mare. Alle celebrazioni religiose si aggiungono poi eventi di vario genere, spettacoli, sagre e la caratteristica 'fiera'.
- Prajacoustic fest: iniziativa nata nel 2017 ad opera dell'associazione cantiere505 per promuovere l'arte musicale e l'immagine artistica del territorio, ospitando alcuni dei migliori concerti acustici nel territorio comunale. Tra gli ospiti dell'edizione 2018 si annoverano Federico Poggipollini e Massimo Varini.

## Economia

### Agricoltura, artigianato e industria
Di modesto rilievo ma che completano lo scenario economico di Praia a Mare sono le piccole industrie di vari settori e le aziende e cooperative agricole, operanti nella coltivazione e produzione di olio, piante officinali e di recente il mirto che cresce abbondante sulla prospiciente isola di Dino ed il tutto il territorio di Praia a Mare.
Per anni Praia a Mare è stato uno dei più importanti distretti tessili della Calabria.
A Praia a Mare aveva sede la Marlane, un'azienda tessile al centro di una causa per inquinamento ambientale e avvelenamento degli operai. Una pronuncia del Tribunale di Paola ha stabilito che il reato non sussiste e le prove del disastro ambientale sono opinabili.

### Turismo
Il turismo si basa sul settore balneare, dal 2010 Praia a Mare si fregia della Bandiera Verde per le spiagge migliori per i bambini.
Il comune ha ricevuto la Bandiera Blu, riconoscimento conferito dalla FEE alle migliori località costiere.

## Infrastrutture e trasporti
La località è servita dalla stazione di Praja-Ajeta-Tortora, posta sulla linea Salerno-Reggio Calabria.

## Amministrazione

Il gonfalone comunale

| Periodo        | Periodo        | Primo cittadino     | Partito                   | Carica  | Note   |
| -------------- | -------------- | ------------------- | ------------------------- | ------- | ------ |
| 6 giugno 1993  | 27 aprile 1997 | Antonio Praticò     | Democrazia Cristiana      | Sindaco | [ 14 ] |
| 28 aprile 1997 | 27 maggio 2002 | Antonio Praticò     | Lista civica              | Sindaco | [ 14 ] |
| 28 maggio 2002 | 28 maggio 2007 | Biagio Praticò      | Centro-sinistra           | Sindaco | [ 14 ] |
| 29 maggio 2007 | 7 maggio 2012  | Carlo Lomonaco      | Lista civica              | Sindaco | [ 14 ] |
| 8 maggio 2012  | 11 giugno 2017 | Antonio Praticò     | Lista civica Amare Praia  | Sindaco | [ 14 ] |
| 12 giugno 2017 | 11 giugno 2022 | Antonio Praticò     | Lista civica Amare Praia  | Sindaco | [ 14 ] |
| 12 giugno 2022 | in carica      | Antonino De Lorenzo | Lista civica #Puntoeacapo | Sindaco | [ 14 ] |

## Sport
Nel Comune ha sede la società di calcio ASD Praiatortora (fusione delle squadre di calcio di Praia e Tortora) che nella stagione sportiva 2018/2019 ha vinto il campionato di Prima Categoria calabrese - L.N.D. - Girone A e la Coppa Calabria. Nella stagione 2019/2020 disputa il campionato di Promozione calabrese -L.N.D - Girone A. Ad oggi la squadra disputa il Campionato di Eccellenza Regionale mentre il settore giovanile è in crescita anche senza favorire i ragazzi del posto. Anticamente la squadra era denominata U.S.D. Praia, società che negli anni Novanta ha disputato ben 3 campionati di calcio di Serie D.
Lo stadio comunale è denominato Mario Tedesco.
La formazione di pallavolo locale è la Volley Spes Praia, militante nel campionato di Serie B 2025-2026.
Il 10 maggio 2016 la 4ª tappa del Giro d'Italia 2016 si è conclusa a Praia a Mare, con la vittoria del corridore della Lampre Merida Diego Ulissi. Il giorno successivo la 5ª tappa è partita anch'essa da Praia a Mare in direzione Benevento.
L'11 maggio 2018 la 7ª tappa del Giro d'Italia 2018 si è conclusa a Praia a Mare, con la vittoria in volata dell'irlandese Sam Bennett. Il giorno successivo la 8ª tappa è partita anch'essa da Praia a Mare in direzione Montevergine (Mercogliano).